# Kirche Hl. Sava (Vršani)
Die Kirche Hl. Sava (serbisch: Црква Светог Саве, Crkva Svetog Save) im zur Opština Bijeljina gehörenden Dorf Vršani ist eine serbisch-orthodoxe Kirche im nordöstlichen Bosnien und Herzegowina.
Das von 1979 bis 1981 erbaute Kirchengebäude ist dem Hl. Sava von Serbien geweiht. Sie ist die Pfarrkirche der Pfarrei Vršani und der beiden Kirchgemeinden Vršani und Magnojević im Dekanat Bijeljina der Eparchie Zvornik-Tuzla der Serbisch-Orthodoxen Kirche.

## Lage
Die Kirche Hl. Sava steht im südlichen Dorfzentrum von Vršani, das um die 680 Einwohner zählt. Vršani liegt in der Ebene der Semberija nordwestlich der Gemeindehauptstadt Bijeljina und grenzt im Norden mit dem Fluss Save an das nördliche Nachbarland Kroatien. Auch die inländische Grenze zum Brčko-Distrikt verläuft unweit des Dorfes und der Kirche. Die Gemeinde Bijeljina liegt in der Republika Srpska. Im Dorf existieren drei Dorffriedhöfe. 
Im umzäunten Kirchhof mit einem imposanten Eingangstor stehen neben der Kirche auch das alte und das neue Pfarrhaus, die Dorfgrundschule Stefan Nemanja, der Altar der alten Kirche und ein Denkmal für die Opfer des Massakers vom 16. März 1944 aus der Zeit des Zweiten Weltkrieges sowie drei Grabsteine. Der erste Grabstein gehört dem Priester Nikola Škorić, der zweite dem Priestermärtyrer Ljubomir Svitlić und der dritte dem Soldaten Nikola Šuica aus Osečina, der 1944 fiel. 

## Geschichte

### Erste Dorfkirche
Fünf Meter südlich der heutigen Kirche entfernt stand die alte Kirche des Dorfes, die 1903 in der Amtszeit des aus dem Dorf stammenden Priesters Nikola Škorić erbaut wurde. Diese Kirche wurde am 12. September 1903 vom Metropoliten der Metropolie Zvornik und Tuzla, Georgije, eingeweiht. 
Sie wurde 1979 aufgrund von auftretenden  Rissen in den Wänden abgerissen und die jetzige Kirche wurde aus ihren Ziegelsteinen neuerbaut. Der Altartisch der alten Kirche steht heute noch an seiner Stelle, unweit des neuen Gotteshauses.
Am 16. März 1944, zur Zeit des Zweiten Weltkrieges, verübten Angehörige der  Handschar-Division ein Massaker an 82 Zivilisten des Dorfes. Unter den Opfern waren auch der damalige Dorfpriester Ljubomir Svitlić, seine Frau, seine zwei Töchter und sein Sohn, sowie 10 Angehörige der Familie Aćimović. Die alte Kirche wurde im Krieg auch niedergebrannt und geschändet.

### Heutige Dorfkirche
Der Kirchenbau begann im selben Jahr wie der Abriss der alten Kirche, 1979, und die Kirchenfundamente wurden im selben Jahr vom damaligen Bischof von Zvornik-Tuzla, Vasilije, geweiht. 
Nach der Fertigstellung der Bauarbeiten im Jahre 1981 wurde die Kirche Hl. Sava am 18. Oktober desselben Jahres durch Bischof Vasilije feierlich geweiht. Lazar Marković aus Brčko war während der Kirchweihe der erste Pate des Gotteshauses.
Das Kircheninnere wurde 1985 von Dragan Bjelogrlić aus Novi Sad mit Fresken bemalt. Die Ikonostase aus dem Jahre 1903 wurde aus der alten Kirche überführt; es gibt keine Informationen darüber, wer sie hergestellte. Die neuen Ikonen auf der Ikonostase wurden 2011 von Nikola Lubardić aus der serbischen Hauptstadt Belgrad gemalt. Die alten Ikonen der Ikonostase wurden dem Museum der Eparchie Zvornik-Tuzla in Bijeljina zur Aufbewahrung übergeben.
2003 wurde ein imposantes Eingangstor am Zugang zum Kirchhof erbaut. Am 20. Juli 2003 wurde dieses Eingangstor vom damaligen Bischof der Eparchie Zvornik-Tuzla, Vasilije, und dem damaligen Bischof der damaligen Eparchie Mitteleuropa, Konstantin, geweiht. 
Die Kirche besitzt eine Reihe von wertvollen liturgischen Büchern, die hauptsächlich aus dem 19. Jahrhundert stammen. Diese Bücher stammen zum größten Teil aus Sarajevo und den im damaligen russischen Kaiserreich liegenden Metropolen Kiew, Moskau und Sankt Petersburg. Das älteste Kirchenbuch ist eine Bibel aus dem Jahre 1820.
Die Außenfassade des Kirchengebäudes wurde in den letzten Jahren aufwändig renoviert und neu gestrichen. Am 27. Januar 2022, dem Feiertag des Hl. Sava, feierte Bischof Fotije Sladojević, die Hl. Göttliche Liturgie mit mehreren Geistlichen der Eparchie in der Kirche. Am selben Tag wurde das neue Pfarrhaus vom Bischof geweiht.

## Architektur
Die einschiffige Saalkirche besitzt an ihrer Westfassade einen kleinen Narthex mitsamt dem Hauptkircheneingang über der sich der hohe Kirchturm mitsamt zweigeschossiger Zwiebelturmkappe nach Art der Barockkirchen und dem vergoldeten Kirchenkreuz erhebt. Auf den Narthex folgend beginnt das Kirchenschiff (Naos), es endet im Altarbereich. Das Kirchengebäude ist aus kleinen Ziegeln erbaut, mit Kupferplatten bedeckt und verfügt über zwei Kirchglocken.
Im östlichen Teil des Kirchenschiffs befinden sich zwei kleine rechteckige Seitenkonchen. An der Ostfassade der Kirche befindet sich die halbrunde Altar-Apsis. Zu dieser Hauptapsis kommen jeweils an der Seite zwei kleinere rechteckige Seitenapsiden. 
Der Kirchenhaupteingang befindet sich an der Westseite über dem sich ein Patronatsmosaik des Hl. Sava befindet. Es besteht ein zweiter Eingang an der Nordseite der Kirche.

## Pfarrei Vršani
Die Pfarrei Vršani umfasst die drei Dörfer Vršani, Donji Magnojević und Srednji Magnojević  und besteht aus den beiden Kirchengemeinden Vršani und Magnojević. Die Pfarrei hat auch eine Filialkirche, die Kirche Hl. ehrwürdige Mutter Petka Paraskeva im Dorf Donji Magnojević. Außerdem gibt es mehrere Dorffriedhöfe. 
Die Kirchenbücher der Pfarrei werden seit 1896 geführt, begonnen mit den Registern der Geborenen und Getauften (Daten aus dem Zweiten Weltkrieg fehlen allerdings), gefolgt von den Heiratsregistern ab 1945 und den Sterberegistern aus demselben Jahr bis heute. Derzeitiger (Stand Januar 2025) Pfarrpriester ist der Erzpriester Luka Petrović.